# Kovdozero
Kovdozero (rus. Ковдозеро) veliko je slatkovodno jezero u južnoj Murmanskoj oblasti, sjeverozapadnom dijelu Rusije. U jezeru ima 580 otoka koji se nalaze u Kovodozeru, a svaki se razlikuje po veličini i topografiji.
U Kovdozero se ulijevaju mnoge rijeke, a ono se kroz rijeku Kovdu odlijeva u Bijelo more. Jezero se koristi za ribolov, vodeni promet i splavarenje.

## Hidroelektrana
Hidroelektrana je izgrađena 1955. godine, čime je jezero ograđeno branom. Površina Kovdozera porasla je sa 224 km2 na 294 km2 do 608 km2. 

## Galerija
- Brana
- Satelitska snimka jezera

## Vanjske poveznice
|  | Zajednički poslužitelj ima još gradiva o temi Kovdozero |